# 아두파일럿

아두파일럿(ArduPilot)은 무인 차량 및 드론 등 소프트웨어적으로 조작 가능한 기기에 대한 원격조정 또는 자동화에 대한 오픈소스 소프트웨어이다.
이러한 아두파일럿 소프웨어 API(Autopilot Software)를 통해 차량, 항공기, 로봇팔 등의 자율 제어가 가능하다.

## 응용분야
- 쿼드콥터 및 멀티콥터 드론
- 무인 항공기(원격조정 비행기)
- RC카
- 무선조종 보트
- 무선 원격 조정 해양 잠수함 등

아두파일럿(ArduPilot)은 원래 RC관련 아마추어 애호가나 특정 연구단체에 의해 모형 항공기나 RC카 그리고 해양잠수함 등을 제어하기 위해 개발되었으며 업계에서 사용하는 완전한 기능의 신뢰할 수 있는 자동 조종 장치로 발전해왔다.

## 아두콥터
아두콥터는 아두파일럿의 하위 프로젝트로 현재는 주로 드론 코드로 불리며 이는 리눅스재단이 아두파일럿을 기반으로  진행하는 프로젝트이다.
아두콥터는 프로토콜과 API로는 NuttX 운영체제를 기반으로 MAVLink와 uORB를 통신 프로토콜로 사용하며  그리고 하드웨어로는 STM32칩이나 AVR32칩같은 32비트 CPU 및 GPS등 센서들이 FC의 핵심을 구성하고 있다. 한편 가상 시뮬레이션인 ROS의 SITL가 개발을 위해 지원되고 있다.

## 같이 보기
- 멀티위(MSP)
- (공식홈페이지) ardupilot.org